# Communauté de communes du Canton d’Ancy-le-Franc
Die Communauté de communes du Canton d'Ancy-le-Franc  ist ein ehemaliger französischer Gemeindeverband (Communauté de communes) im Département Yonne und in der Region Burgund. Er wurde am 28. Dezember 1999 gegründet.

## Mitglieder
1. Aisy-sur-Armançon
2. Ancy-le-Franc
3. Ancy-le-Libre
4. Argentenay
5. Argenteuil-sur-Armançon
6. Chassignelles
7. Cry
8. Fulvy
9. Jully
10. Lézinnes
11. Nuits
12. Pacy-sur-Armançon
13. Perrigny-sur-Armançon
14. Ravières
15. Sambourg
16. Stigny
17. Villiers-les-Hauts
18. Vireaux